# Duda (Białoruś)
Duda (biał. Дуда, Duda; ros. Дуда, Duda) – wieś na Białorusi, w obwodzie grodzieńskim, w rejonie ostrowieckim, w sielsowiecie Ryteń.
Dawniej używana nazwa – Dudy.

## Historia
W czasach zaborów wieś w gminie Kiemieliszki, w powiecie święciańskim, w guberni wileńskiej Imperium Rosyjskiego.
W okresie międzywojennym leżała w Polsce, w województwie wileńskim, w powiecie święciańskim, w gminie Kiemieliszki.
W 1931 w 30 domach zamieszkiwało 156 osób.
Po II wojnie światowej w granicach Związku Socjalistycznych Republik Radzieckich. Od 1991 w niepodległej Białorusi.